# Андрієвський Михайло Костянтинович
Михайло Костянтинович Андрієвський (нар. 21 листопада 1922, місто Гадяч, тепер Гадяцького району Полтавської області — 29 грудня 1998, місто Гадяч Полтавської області) — український радянський діяч, учитель, директор Гадяцької середньої школи-інтернату. Герой Соціалістичної Праці (1.07.1968). Депутат Верховної Ради СРСР 9—10-го скликань. Кандидат у члени ЦК КПУ в 1971—1986 р.

## Біографія
Народився в родині службовця (вчителя). У 1940 році закінчив Гадяцьку середню школу № 2.
У 1940—1948 роках — у Червоній армії, учасник радянсько-японської війни 1945 року. Служив старшиною 1637-го гаубичного артилерійського полку 15-ї армії 2-го Далекосхідного фронту.
Член ВКП(б) з 1944 року.
У 1948—1951 роках — штатний пропагандист Гадяцького районного комітету КП(б)У Полтавської області.
У 1951—1956 роках — завідувач навчальної частини Гадяцької середньої школи № 2, директор Гадяцької середньої школи робітничої молоді.
У 1956 році заочно закінчив історичний факультет Харківського педагогічного інституту.
У 1956—1960 роках — завідувач Гадяцького районного відділу народної освіти Полтавської області.
У січні 1960 — січні 1962 року — завідувач навчальної частини Гадяцької середньої школи № 1.
У 1962—1998 роках — директор Гадяцької середньої школи-інтернату імені Героя Радянського Союзу Єгора Петровича Кочергіна Полтавської області.

## Нагороди
- Герой Соціалістичної Праці (1.07.1968)
- орден Леніна (1.07.1968)
- орден Знак Пошани
- орден Вітчизняної війни 1-го ст. (6.04.1985)
- медалі
- заслужений вчитель Української РСР